# Vrchnost
Vrchnost (něm. Obrigkeit, lat. superioritas) znamená v hierarchicky organizovaných společnostech osobu nebo instituci, vykonávající právní i faktickou moc (vládu, panství) nad poddanými, kteří jsou povinni vrchnost poslouchat. Vrchnost měla právo soudit, vydávat zákony a nařízení, vybírat daně a jiné služebnosti a poddaní nemohli její rozhodování ovlivnit.

## Historie
Ve středověku se vrchností rozuměl panovník nebo šlechtic, případně vedení svobodného města. Pojem vrchnost se užíval zejména od 15. století, když se oslabila osobní vazba mezi poddaným a pánem (feudálem). Církevní vrchnost tvořili v katolických zemích biskupové a opati, v luteránských zemích superintendenti. V pozdějším novověku se jako vrchnost často označovali panští úředníci, vrchnostenský úřad. Vrchnostenské vztahy zanikly se zrušením roboty a nevolnictví a v moderní době má slovo vrchnost většinou ironický význam.